# Gänsekragen
Gänsekragen är en bergstopp i Österrike.   Den ligger i distriktet Imst och förbundslandet Tyrolen, i den västra delen av landet, 400 km väster om huvudstaden Wien. Toppen på Gänsekragen är 2 914 meter över havet, eller 127 meter över den omgivande terrängen. Bredden vid basen är 0,84 km.
Terrängen runt Gänsekragen är huvudsakligen mycket bergig. Runt Gänsekragen är det ganska glesbefolkat, med 35 invånare per kvadratkilometer.. Närmaste större samhälle är Sölden, 14,0 km söder om Gänsekragen. 
Trakten runt Gänsekragen består i huvudsak av gräsmarker.